# Addyme aspiciella
Addyme aspiciella är en fjärilsart som beskrevs av Émile Louis Ragonot 1889. Addyme aspiciella ingår i släktet Addyme och familjen mott. Inga underarter finns listade i Catalogue of Life.